# ادریس
اِدْریس، از دیدگاه اسلامی یکی از پیامبران خدا است. در قرآن دربارهٔ ادریس سخن چندانی به میان نیامده و فقط عنوان شده که ادریس یکی از پیامبران بزرگ بوده و به جایگاه والایی رسیده بوده است. برخی از مفسرین قرآن و تاریخ‌نویسان مسلمان ادریس را با خنوخ (جد نوح) یکی دانسته‌اند. همچنین برخی ادریس را با هرمس (و شاید هرمس الهرامسه) یک‌سان پنداشته‌اند. شغل او خیاطی و مسجد سهله خانه او بود. 

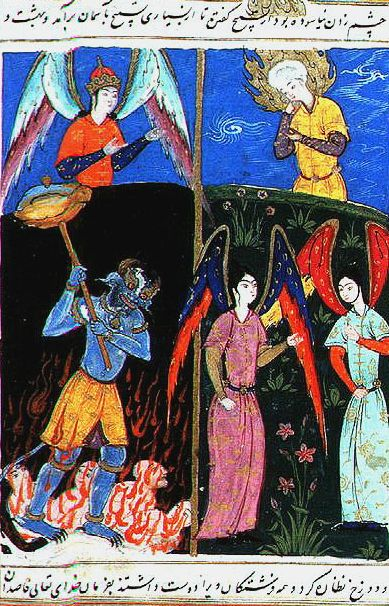

نام او در تورات اخنوخ و لقب او معلم سوم می‌باشد.
ابن خلدون کشاورزی را مقدم بر تمام پیشه‌های بشری می‌داند، زیرا که در آن نیاز به اندیشه و دانشی نیست، و آن را به آدم ابوالبشر نسبت می‌دهد. پس از کشاورزی صنعت‌گری را در مرتبهٔ دوم می‌داند، زیرا که صنعت از امور ترکیبی و علمی است که در آن اندیشه و نظر را به‌کار می‌برند، و او آن را به ادریس نسبت می‌دهد و او را «پدر دوم مردم» می‌نامد.

## ادریس درقرآن
از ادریس تنها دو بار در قرآن یاد شده است.